# Felix Hübel

Felix Hübel

Felix Hübel (* 7. November 1874 in Leipzig; † 20. Juni 1922 in Baden-Baden) war ein deutscher Unternehmer, Verleger, Schriftsteller, Übersetzer und Sammler.

## Leben

### Der Unternehmer
Felix Hübel war der Sohn des Leipziger Buchbinders Carl Friedrich Hübel, der mit seinem Geschäftspartner Gustav Herrmann Denck am 3. April 1875 die Großbuchbinderei Hübel und Denck in Leipzig, einen der ältesten und bedeutendsten Betriebe seiner Art, gegründet hatte. 
Nach einer Lehre im väterlichen Betrieb setzte Felix Hübel seine Ausbildung in England fort, wo er sich bei Thomas Cobden-Sanderson und Douglas Cockerell in die Kunst des Handeinbandes einführen ließ.
Nach seiner Rückkehr trat er als Juniorchef in die Firma des Vaters ein und baute dort eine Handbindeabteilung auf, die führend in der künstlerischen Buchbindung werden sollte und mit namhaften Grafikern wie Marcus Behmer, Heinrich Pauser, Fritz Helmuth Ehmcke und Paul Renner zusammenarbeitete. Hübel betätigte sich zudem als Übersetzer der Schriften Cockerells, die unter dem Titel Der Bucheinband und die Pflege des Buches für Jahrzehnte zum Standardwerk in der Buchbinderausbildung gehörten und zuletzt 1998 erneut aufgelegt wurden. Zugleich war er Herausgeber der Monatsblätter für Bucheinbände und Handbindekunst.
1914 erhielt er den Staatspreis anlässlich der ersten Internationalen Ausstellung für Buchgewerbe und Grafik in Leipzig. Nach dem plötzlichen Tod seines Vaters im Jahr 1916 war er alleiniger Inhaber des Unternehmens. Felix Hübel war bayerischer und rumänischer Hoflieferant und führte den Titel Hofrat.
Seit dem 11. April 1901 war Felix Hübel mit Daisy Heathfield, Tochter von Henry Heathfield und dessen Frau Maud, geb. Sayer, verheiratet.

### Der Schriftsteller
Neben seiner unternehmerischen und buchkünstlerischen Tätigkeit machte sich Hübel vor allem als Autor von Gedichten, Romanen, Novellen und Bühnenstücken einen Namen, die er, teils bibliophil ausgestattet, im eigenen Verlag herausgab. Dabei arbeitete er mit Künstlern wie Hans Domizlaff, Georg Alexander Mathéy und Bruno Héroux zusammen. Hübels Drama La Paloma erlebte am 12. Januar 1907 im Leipziger Stadttheater seine Uraufführung und fand großen Beifall beim Publikum. Von Hübel stammt die Übersetzung des von Henry E. Geehl komponierten Liedes Für dich allein!, mit dem Richard Tauber Erfolge feierte. Ebenso übersetzte er Werke des englischen Schriftstellers Walter Pater.

### Der Sammler
Felix Hübel besaß eine umfangreiche, 15000 Blatt umfassende Sammlung von Buntpapieren, die er selbst katalogisiert hatte und in eigens entwickelten Spezialkästen aufbewahrte. Darunter früheste Brokat- und Bronzefirnispapiere des ausgehenden 17. Jahrhunderts bis hin zu modernsten industriell gefertigten Buntpapieren und künstlerischen Unikaten. 1914 schenkte er diese Sammlung dem Deutschen Museum in München, das die wissenschaftliche Aufarbeitung im Rahmen des Projektes Erschließung der papiergeschichtlichen Bestände und Sammlungen 2012 abschließen konnte. Des Weiteren sammelte er Bücher, Teppiche, Bilder und Grafiken.
Felix Hübel starb an einem Gehirnschlag während einer Erholungsreise in Baden-Baden. Seine Urne wurde auf dem Familiengrab in der V. Abteilung des Neuen Johannisfriedhofs aufgestellt.

## Mitgliedschaften
- Gesellschaft der Bibliophilen
- Die Leoniden

## Werke
- Irmelin und die Liebe. Roman, München, G. Müller 1911.
- Neue Sehnsucht. Gedichte. Leipzig o. J.
- Die Wölfe, mit 2 Radierungen von Bruno Heroux, gedruckt für die Leoniden im November 1920 - W. Drugulin Leipzig